# Piccole italiane

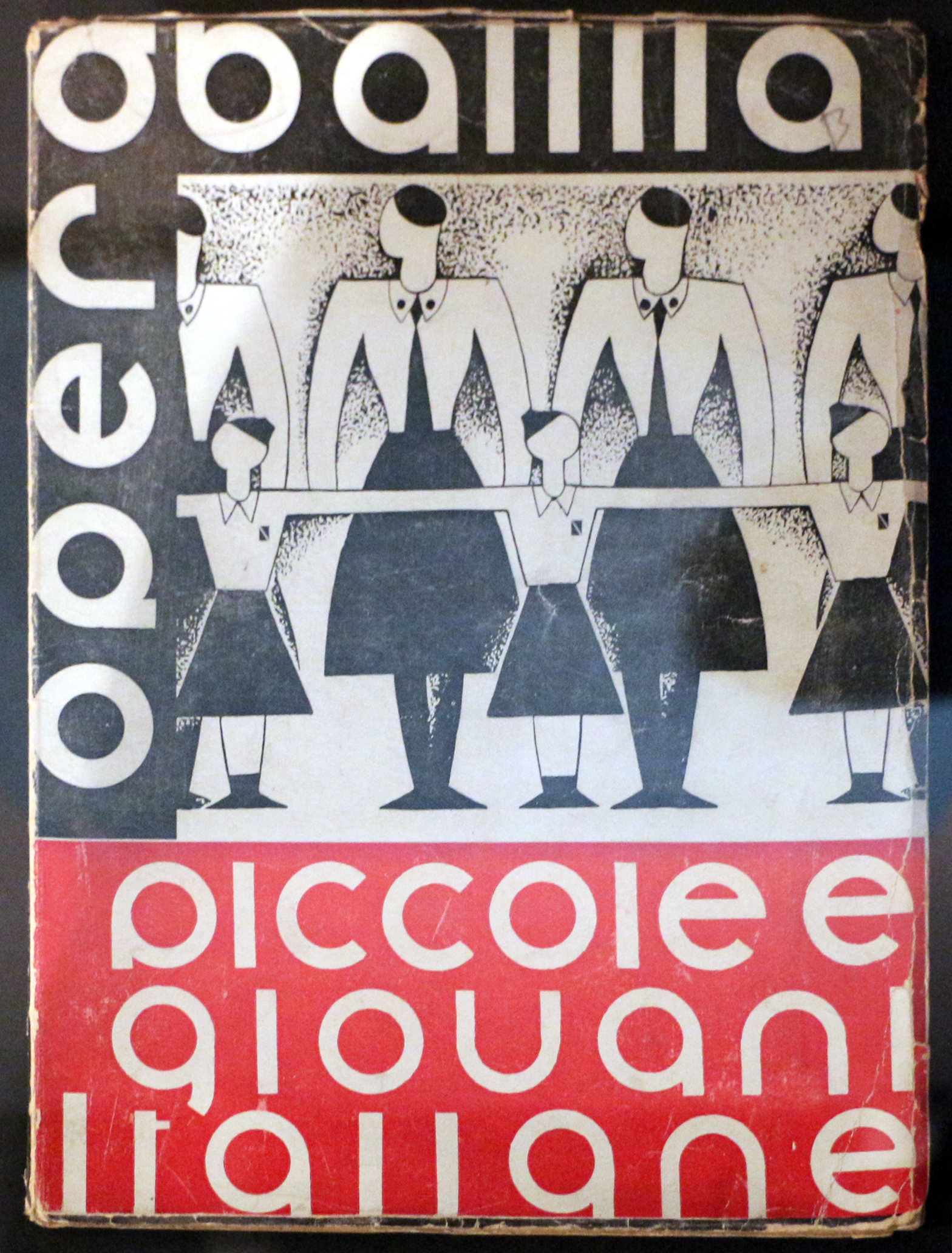
Arti grafiche Trinacria, Norme per le organizzazioni delle Piccole e Giovani Italiane, Roma, s.d.

L'organizzazione delle Piccole italiane era una organizzazione fascista alla quale erano obbligatoriamente iscritte le ragazze italiane di età compresa tra gli 8 e i 14 anni, in precedenza facenti parte delle Figlie della Lupa, mentre successivamente l'organizzazione delle Giovani italiane, costituiva l'equivalente femminile dell'Opera nazionale Balilla.

## La divisa
La loro uniforme era composta:

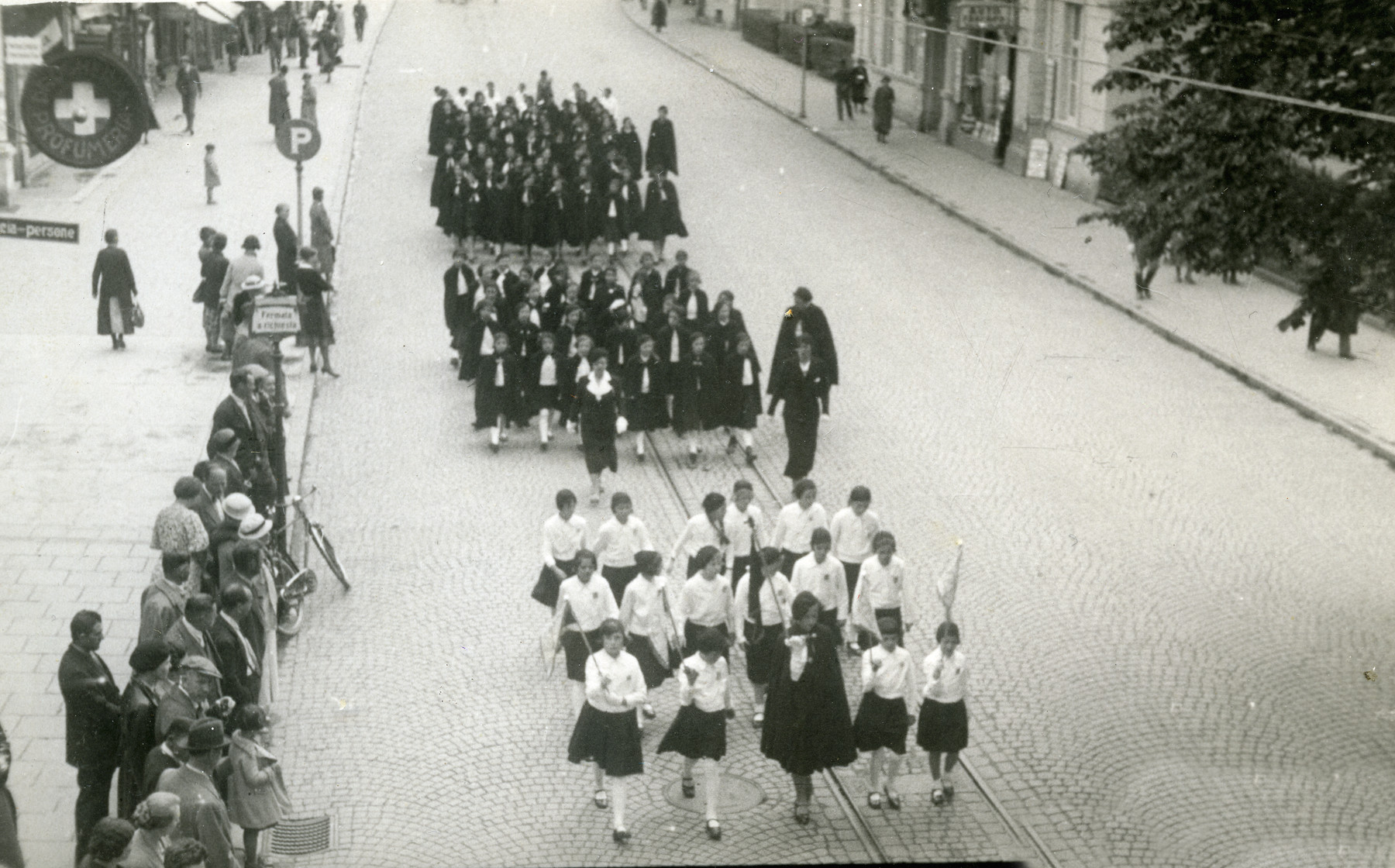
Giovani italiane in sfilata a Merano

- Berretto in maglia di seta nera con un bottone che fermava le estremità
- Camicetta a maniche lunghe in piqué bianco
- Gonna in tessuto nero
- Calze lunghe bianche
- Scarpette  nere con laccio abbottonato
- Guanti di filo bianco.

Durante i periodi più freddi si aggiungeva una mantellina di lana nera. Esistevano anche i reparti cosiddetti pre-marinari, con indumenti simili a quelli dei marinai. L'uniforme non subì cambiamenti nel corso del tempo.

## Fregi distintivi gradi
Vi era uno scudetto di tessuto all'altezza del cuore mentre sul braccio sinistro era indicato il reparto di appartenenza: le caposquadre si distinguevano per la listerella rossa appena sopra l'indicatore di reparto posto sul braccio sinistro.

## Medaglia di benemerenza
dal 27 novembre 1928 al 4 giugno 1939:
 Medaglia alle benemerite delle Piccole e Giovani Italiane
Diploma di benemerenza di 1ª, di 2ª, di 3ª classe con medaglia d'oro, d'argento, di bronzo.
«A coloro che, appartenendo al personale direttivo ed insegnante delle scuole ed istituti di ogni ordine e grado dipendenti dal Ministero della pubblica istruzione, svolgano, con particolare efficacia, proficua attività a favore delle organizzazioni fasciste «Piccole e Giovani italiane», possono essere conferiti diplomi di benemerenza (…) (art. 1). Coloro, ai quali sono conferiti i diplomi [...], hanno facoltà di fregiarsi di una medaglia rispettivamente d'oro, d'argento e di bronzo (art. 2)»
(regio decreto 4 ottobre 1928, n. 2379, Istituzione di diplomi di benemerenza da conferire al personale direttivo ed insegnante di scuole ed istituti, che svolga proficua attività a favore delle organizzazioni fasciste «Piccole e Giovani italiane», in G. U. del Regno n. 263 del 12 novembre 1928, in vigore dal 27 novembre; abrogato con decreto legislativo 13 dicembre 2010, n. 212, art. 1, c.1).